# Prudjanka
Prudjanka (ukrainisch und russisch Прудянка) ist eine Siedlung städtischen Typs im Norden der ukrainischen Oblast Charkiw mit etwa 1800 Einwohnern (2019).
Die Ortschaft wurde 1801 gegründet und besitzt seit 1938 den Status einer Siedlung städtischen Typs.
Prudjanka liegt nördlich von Slatyne am linken Ufer des Lopan, einem 96 km langen Nebenfluss des Udy und an der Territorialstraße T–21–17 etwa 15 km nördlich vom ehemaligen Rajonzentrum Derhatschi und etwa 30 km nördlich vom Oblastzentrum Charkiw.
Am 12. Juni 2020 wurde die Siedlung ein Teil der neu gegründeten Stadtgemeinde Derhatschi im Rajon Derhatschi; bis dahin bildete es zusammen mit den Dörfern Zupiwka (Цупівка) und Schapowaliwka (Шаповалівка) die Siedlungsratsgemeinde Prudjanka (Прудянська селищна рада/Prudjanska selyschtschna rada) im Norden des Rajons Derhatschi.
Am 17. Juli 2020 kam es im Zuge einer großen Rajonsreform zum Anschluss des Rajonsgebietes an den Rajon Charkiw.